# Cestrum pauciflorum
Cestrum pauciflorum là loài thực vật có hoa trong họ Cà. Loài này được Willd. ex Roem. & Schult. mô tả khoa học đầu tiên năm 1819.